# Edmund Husserl
Edmund Husserl (s polnim imenom Edmund Gustav Albrecht Husserl, IPA: [ˈhʊsɛrl]), nemški filozof, * 8. april 1859, Prostějov, Moravska, Avstro-Ogrska, † 27. april 1938, Freiburg, Nemčija.
Sprva matematik, velja za ustanovitelja fenomenološke filozofske šole. Menil je, da so izkušnje vir vsega človeškega znanja. Razvijal je metodo fenomenološkega zmanjševanja, preko katere bi lahko oseba neposredno spoznala bistvo.

## Uvod
Edmund Husserl je bil glavni ustanovitelj fenomenologije in posledično tudi eden najbolj vplivnih filozofov dvajsetega stoletja. Naredil je omembe vredne prispevke na skoraj vseh področjih filozofije in predvidel ključne ideje njenih sosednih znanosti kot so lingvistika, sociologija in kognitivna psihologija.

## Življenjepis
Husserl se je rodil v Prossnitzu na Češkem 8.4.1859 v judovsko družino, vendar pa se je kasneje skupaj z ženo Malvine Husserl spreobrnil v protestantizem. Z ženo sta imela tri otroke, eden od njih je umrl v prvi svetovni vojni. Od leta 1876 do leta 1878 je študiral astronomijo v Leipzigu. V tem čase je slišal več predavanj Wilhelma Wundta, mentor pa mu je bil Tomáš Masaryk, ki je kasneje postal prvi češkoslovaški predsednik. 
Od leta 1878 do leta 1881 je Husserl nadaljeval študij matematike, fizike in filozofije v Berlinu. Doktorat iz področja matematike je leta 1883 naredil na Dunaju, vendar pa se je takoj za tem vrnil v Berlin kjer je postal asistent Karlu Weierstrassu. Husserl je kmalu za tem za kratek čas odšel v vojsko, kasneje pa je zaradi hude bolezni Wierstrassa odšel na Dunaj, kjer se je učil pod Franzom Brentanom, na pobudo Masaryka. Bernatova predavanja so na Husserlu pustila dolgotrajno vplivala. 
Leta 1900 in 1901 je izšlo Husserlovo prvo fenomenološko delo "Logična raziskovanja''  (Logische Untersuchungen) v dveh delih. 
V prvem desetletju dvajsetega stoletja je Husserl močno predelal in prečistil njegovo metodo v transcendentalno fenomenologijo. Temu je sledilo tudi njegovo drugo delo "Ideje" (Ideen zu einer reinen Phänomenologie und phänomenologischen Philosophie). Te ideje je Husserl razvil v Göttingenu, kjer je ostal do leta 1916. Do takrat je naredil še številna odkritja ter razvil transcendentalno fenomenološko metodo. 
Leta 1916 je Husserl postal profesor v Freiburgu. Leta 1922 je imel štiri predavanja o fenomenologiji in njeni metodi v Londonu, leta 1923 pa je zavrnil klic v Berlin. Upokojil se je leta 1928. Leta 1929 je sprejel povabilo in predaval v Parizu. Leta 1933 je Hitler prevzel Nemčijo, posledično pa je Husserl zaradi judovskih korenin zgubil veliko ugleda. Leta 1935 je imel še zadnjo večjo serijo predavanj v Pragi.
Edmund Husserl je umrl 27. aprila leta 1938 v Freiburgu.

## Fenomenologija
Fenomenologija je filozofska študija struktur izkušenj in zavedanja. Kot filozofsko gibanje jo je v začetku 20. stoletja ustanovil Husserl. Sprva se je ta razširila le v krogu Husserlovih učencev in prijateljev na univerzi v Göttingenu, kasneje pa še v Francijo, ZDA in drugod vendar pa se je s časom zelo odtujila od Husserlove prvotne fenomenologije. Vse od kasnejših verzij fenomenologije so si delile neke osnovne podobnosti, vendar pa so imele med seboj tudi občutne razlike.
Husserl je dejal, da je fenomen tisto, kar spoznamo kot lastno izkušnjo. Ta izkušnja je neposredna in se dogaja, preden jo spremenita refleksija in kategorizacija. Zato lahko rečemo, da je pred refleksivna in pred kategorična. Dejal je, da je fenomenološki pristop teološki pristop, ker zastavlja vprašanje čemu ne pa zakaj.

## Vplivi
Martin Heidegger je najbolj znan med Husserlovimi učenci. Heideggerjev magnum opus ali z drugimi besedami povedano najbolše delo''Bit in čas" je bilo sprva posvečeno Husserlu. Eno desetletje sta skupaj delala na univerzi v Freiburgu, in tekom tega časa delila številne misli. Husserl je eventualno tudi prepustil svoje mesto na Freiburški univerzi Heideggerju. 
Čeprav so Heideggerjeva zgodnja dela sledila Husserlovim naukom, pa so se kasnejša začela nekoliko oddaljevati. Husserl je novejša Heideggerjeva dela tudi kritiziral. Kljub  temu da je bil Husserl judovskega porekla, je Heidegger nekaj časa sledil nacizmu, vendar pa se je še vedno zavedal svojega dolga Husserlu. 
Adolf Reinach je bil na Gottingenski univerzi znan kot Husserlova desna roka. Med drugim je služil tudi kot mediator med učenci in Husserlom, saj je imel zelo dober pristop do ljudi, med tem ko Husserl na tem področju ni blestel. Reinach je slovel tudi kot zelo dober učitelj. Husserl je leta 1917 o njem zapisal: "Želel je črpati le iz najglobljih virov, želel je izdati le dolgotrajna dela. In skozi svoje modre zadržke mu je to uspelo."
Jean-Paul Sartre na katerega je Husserl prav tako močno vplival, vendar pa se kasneje ni strinjal s ključnimi točkami njegovih analiz. Zavrnil je Husserlove interpretacije transcendentalnosti. Bližje mu je bila Heideggerjeva ontologija.
Vpliv Husserlove fenomenologije v 21. stoletju ni omejen zgolj na evropsko in severnoameriško zapuščino. Posredno je Husserlova fenomenologija vplivala tudi na filozofijo matematike in na japonsko religiološko Kjotsko šolo.

### V nemščini
- 1887. Über den Begriff der Zahl. Psychologische Analysen.
- 1891. Philosophie der Arithmetik. Psychologische und logische Untersuchungen
- 1900. Logische Untersuchungen. Erster Teil: Prolegomena zur reinen Logik (Logical Investigations, Vol 1)
- 1901. Logische Untersuchungen. Zweiter Teil: Untersuchungen zur Phänomenologie und Theorie der Erkenntnis (Logical Investigations, Vol 2)
- 1911. Philosophie als strenge Wissenschaft (included in Phenomenology and the Crisis of Philosophy: Philosophy as Rigorous Science and Philosophy and the Crisis of European Man)
- 1913. Ideen zu einer reinen Phänomenologie und phänomenologischen Philosophie. Erstes Buch: Allgemeine Einführung in die reine Phänomenologie (Ideas: General Introduction to Pure Phenomenology)
- 1923-24. Erste Philosophie. Zweiter Teil: Theorie der phänomenologischen Reduktion (First Philosophy, Vol 2: Phenomenological Reductions)
- 1925. Erste Philosophie. Erster Teil: Kritische Ideengeschichte (First Philosophy Vol 1: Critical History of Ideas)
- 1928. Vorlesungen zur Phänomenologie des inneren Zeitbewusstseins.
- 1929. Formale und transzendentale Logik. Versuch einer Kritik der logischen Vernunft (Formal and Transcendental Logic)
- 1931. Méditations cartésiennes
- 1936. Die Krisis der europäischen Wissenschaften und die transzendentale Phänomenologie: Eine Einleitung in die phänomenologische Philosophie (The Crisis of European Sciences and Transcendental Phenomenology: An Introduction to Phenomenological Philosophy)
- 1939. Erfahrung und Urteil. Untersuchungen zur Genealogie der Logik. (Experience and Judgment)
- 1952. Ideen II: Phänomenologische Untersuchungen zur Konstitution.
- 1952. Ideen III: Die Phänomenologie und die Fundamente der Wissenschaften.

### Prevedeno v slovenščino
- 1975. Kartezijanske meditacije. (COBISS)
- 1989. Kriza evropskega človeštva in filozofija. (COBISS)
- 1991. Filozofija kot stroga znanost. (COBISS)
- 1997. Ideje za čisto fenomenologijo in fenomenološko filozofijo. (COBISS)
- 2005. Kriza evropskih znanosti in transcendentalna fenomenologija : (uvod v fenomenološko filozofijo) (COBISS)
- 2006. Izraz in pomen: raziskave k fenomenologiji in teoriji spoznanja. (COBISS)